# Hime 100%
 (février 2024).
Si vous disposez d'ouvrages ou d'articles de référence ou si vous connaissez des sites web de qualité traitant du thème abordé ici, merci de compléter l'article en donnant les références utiles à sa vérifiabilité et en les liant à la section « Notes et références ».
姫100% (hime 100%) est un manga de Michiyo Akaishi paru au japon en 1986-1988. Non publié en français, il compte deux volumes.

## Bref résumé de l'histoire
Hime Nishikiori (錦織　姫) a seize ans lorsque son père, qui l'a élevée seul, meurt, officiellement dans un accident de voiture. Ne croyant pas à cette thèse, Hime fouille les affaires de son père et trouve une lettre de lui disant de faire attention à un symbole représentant deux serpents entrelacés.
Se rendant à Tōkyō chez des cousins de son père, elle est suivie par un mystérieux motard. Dans sa nouvelle école, elle remarque un élève qui porte un pendentif précisément comme le symbole de la lettre de son père. Cet élève lui dit de fuir Tōkyō, et est retrouvé mort quelques heures plus tard, s'étant apparemment suicidé par défenestration.
Aidée par Katsuage, ami du défunt, elle va tenter de comprendre la signification de ce symbole.